# Wilhelm av Sully
Wilhelm av Sully, född 1085, död 1150, var regerande greve av Blois från 1102 till 1107. 